# شركة بيغاسيستمز
بيغاسيستمز إنك. (بيغا) هي شركة برمجيات عالمية مقرها في كامبريدج، ماساتشوستس، في الولايات المتحدة، وقد تأسست في عام 1983.  كانت الشركة المتداولة علنًا منذ عام 1996 تحت رمز PEGA  بيغا هي عبارة عن منصة لأتمتة سير العمل واتخاذ القرارات المولدة بواسطة الذكاء الاصطناعي للشركات. 

## تاريخ

### التاريخ المبكر
أسس آلان تريفلر شركة بيغاسيستمز في عام 1983 في سن 27 عامًا، في كامبريدج، ماساتشوستس .  قبل تأسيس الشركة، في أوائل الثمانينيات، كان تريفلر قد طور أنظمة الحاسوبية قادرة على لعب الشطرنج .  في سنواتها الأولى، ركزت الشركة على تقديم إدارة القضايا، و لا سيما لشركات مثل أمريكان إكسبريس .   طرحت الشركة أسهمها للاكتتاب العام في عام 1996 من خلال عروض عامة أولية وثانوية،  وبدأت التداول في بورصة ناسداك تحت الرمز PEGA. 

### 2010–2019
في مارس 2010، استحوذت شركة بيغاسيستمز على شركة البرمجيات المؤسسية Chordiant مقابل حوالي 161.5 مليون دولار.  منح الاستحواذ شركة Pegasystems الوصول إلى أسواق جديدة مثل التدريب عبر الإنترنت والاتصالات والرعاية الصحية، حيث قامت شركة بيغاسيستمز بدمج كورديانت و تقنيتها لإدارة علاقات العملاء (CRM) في عملياتها الحالية.  تم تقديم بيغا كلاود باستخدام Amazon Web Services في عام 2012،  وفي أكتوبر 2013، استحوذت Pegasystems على مطور تطبيقات الهاتف المحمول Antenna Software   مقابل 27.7 مليون دولار. تقع شركة Antenna في نيوجيرسي ، ولها أيضًا قواعد في كراكوف وبنغالور . 
في عام 2014، استثمرت شركة بيغاسيستمز في عمليات الشبكة في أمريكا الشمالية والهند لدعم خدماتها السحابية.  في مايو 2014، استحوذت شركة بيغاسيستمز على شركة ميشلابس، وهي شركة ناشئة في مجال تحليل النصوص واستخراجها، ومقرها بنغالورو . استحوذت شركة بيغاسيستمز على فايرفلاي في يونيو 2014، وهي أداة تصفح مشترك تم تمويلها من قبل First Round Capital . 
اعتبارًا من فِبراير 2015، كانت الشركة تتمتع بشَراكَات نَشِطة مع شركات الاستعانة بمَصادر خَارجية لتكنولوجيا المعلومات مثل Hexaware وNIIT Incessant Technologies و Tata Consultancy Services وInfosys وWipro وHCL Technologies وAccenture و Cognizant . بين عامي 2005 و2015، حققت شركة Pegasystems نموًا متوسطًا في المبيعات بنسبة 21% سنويًا.  كما استحوذت شركة Pegasystems على شركة OpenSpan Inc.، وهي شركة مقرها فيي أتلانتا متخصصة في أتمتة العمليات الروبوتية و برمجيات تحليلات القوى العاملة. 
في فبراير 2019، اشترت شركة Pegasystems شركة Infruid Labs، وهي شركة متخصصة في تحليلات الأعمال و برمجيات تصور البيانات.  في مايو 2019، استحوذت الشركة In The Chat، وهي منصة مراسلة رقمية. 

### 2020–حتى الآن
في مايو 2020، رعت شركة Pegasystems فرقة بانك في بوسطن، دروبكيك مورفيس، في حفل موسيقي خيري أُقيم في ملعب فينواي . شارك بروس سبرينغستين في حفل عبر اتصال افتراضي عُرض على الشاشة في الملعب، حيث عزف مع الفرقة. تم بث الحفل مباشرة وساعد في جمع أكثر من 700000 دولار من أموال الإغاثة من كوفيد بالإضافة إلى الاستفادة من Habitat for Humanity و Feeding America وBoston Resiliency Fund.  
في يناير 2021، أعلنت الشركة استحواذها على شركة Qurious.io، و هي شركة تقدم خدمة سحابية لتحليل المكالمات الصوتية في الوقت الفعلي لدعم ممثلي خدمة العملاء. 
في يونيو 2021، أصبحت شركة Pegasystems المورد الرسمي لكأس رايدر .  كما رعت الشركة لاعبي الجولف المحترفين مارك ليشمان وميل ريد .  في يونيو 2021، ارتدت ريد شعار الفخر لشركة Pegasystems، وهي واحدة من أولى المرات التي يتم فيها ارتداء شعار Pride في رياضة الجولف المحترفة. 
في مايو 2022، قضت هيئة المحلفين بمنح شركة Appian Corporation تعويضات تقدر بقيمة 2.036 مليار دولار أمريكي عن انتهاك أسرار التجارة،   و بالإضافة إلى تعويضات قدرها دولار واحد عن انتهاك قانون جرائم الحاسوب في فيرجينيا.   لن يطلب من بدء دفع الحكم حتى يتم استنفاذ جميع سبل الاستئناف.  في فبراير 2023، قدمت شركة بيجا استئنافًا تطلب من المحكمة إلغاء الحكم السابق والحكم لصالح بيجا أو الأمر بمحاكمة جديدة. 
في عام 2022، استحوذت شركة Pegasystems على شركة Everflow، وهي شركة برازيلية مُتَخصصة في تعدين العَمليات لِدعم أهدافها في مَجال تعدين العمليات والأتمتة الفائقة. 

## المنتجات والخدمات
المنتج البرمجي الأساسي للشركة هو منصة Pega، وهو جزء من مجموعة تطبيقاتها Pega Infinity التي تُعنى بتعزيز تفاعل العملاء و أتمتة العملات الرقمية، حيث تهدف إلى ربط واجهات العملاء بالأتمتة الخلفية للعمليات.  تطبيقاتها معتمدة للعمل على جوجل كلاود ومنصات السحابة العامة الأخرى، بما في ذلك مايكروسوفت أزور ، خدمات الويب من أمازون ، وPivotal's مسبك السحاب .  يتم دعم بيئات Kubernetes المختلفة. 
في مارس 2016، قدمت شركة بيغا تطبيق Pega Client Lifecycle Management (CLM).   كما أضافت الشركة تقنيات الذكاء الاصطناعي إلى برنامج خدمة العملاء الخاص بها.  و قد تم تسليط الضوء على منصة التطوير المنخفضة التعليمات البرمجية التابعة للشركة في مقال نشر عام 2018  في صحيفة وول ستريت جورنال . 
في عام 2018، أصدرت بيغاسيستمز إضافات جديدة للمنصة استخدمت الذكاء الاصطناعي في الحملات التسويقية، وواجهات العملاء والأتمتة الروبوتية، بالإضافة إلى بلوكتشين مجموعة إيثريوم . 
في أبريل 2020، خلال جائحة كوفيد-19، أطلقت شركة بيغاسيستمز تطبيقًا للمؤسسات المَالية لإدارة طلبات القروض الطارئة من الشركات الصغيرة التي تسعى للحصول على الإغاثة المالية بسبب كوفيد-19.  و على مدار 2020، ساعدت شركة بيغاسيستمز العديد من عملائها، بما في ذلك الحكومة البافارية وبنك الكُومِنُولث الأسترالي، في تطوير تطبيقات لإدارة المشكلات التي نشأت نتيجة جائحة كورونا.   
يحلل الذكاء الاصطناعي الصوتي(Voice AI) والذكاء الاصطناعي للرسائل(Messaging AI) من Pega بتحليل محادثات خدمة العملاء المباشرة في الوقت الفعلي لمساعدة وكلاء الخدمة في حل طلبات الخدمة مع تقليل الجهد اليدوي. 

### بيجا إنفينيتي
تم إصدار (Pega Infinity '23) في عام 2023 كأحدث من نسخة Pega Infinity.  و قد جلب هذا الإصدار ميزات الذكاء الاصطناعي والترميز المنخفض والأتمتة إلى منتجات Pega، بما في ذلك Pega Cloud وPega Platform وPega Customer Decision Hub وPega Customer Service وPega Sales Automation.  
تُستخدم المحفظة الجديدة (Constellation UX)، وهي أداة لإدارة الحالات. 
كما دمجت Pega GenAI، التي تضم 20 معززًا جديدًا مدعومًا بالذكاء الاصطناعي ويوفر أيضًا بنية التوصيل والتشغيل لتطوير مطالبات الذكاء الاصطناعي منخفضة الكود. 

### بيجا جين ايه اي
في عام 2023، تم دمج Pega GenAI، مجموعة من 20 معززًا مدعومًا بالذكاء الاصطناعي التوليدي، عبر مجموعة منتجات Pega، Pega Infinity.  بنهاية العام، حققت شركة بيغاسيستمز مبيعات تقدر بقيمة 1.4 مليار دولار.  أدوات GenAI من بيغاسيستمز متوافقة مع نماذج اللغة الكبيرة (LLMs) من  AWS وGoogle Cloud.  وهي تشمل:
Pega GenAI Blueprint، أداة التصميم كخدمة التي تتيح للمستخدمين تحسين تصميمات سير العمل للتطبيقات بمساعدة الذكاء الاصطناعي التوليدي.  حيث تتيح هذه الأداة للمستخدمين وصف غرض تطبيقهم، ثم تقدم اقتراحات لبنائه. تم إنشاء أكثر من 50,000 مخطط باستخدام الأداة منذ إطلاقها في أبريل 2024. 
Pega GenAI Knowledge Buddy ، هو مساعد توليدي مَدعومٌ بالذكاء الاصطناعي الذي يساعد المستخدمين بالعثور على إجابات للأسئلة باستخدام القواعد المعرفة المؤسسية. وتظهر استجابات المحتوى المصدر المنسوب. 
Pega GenAI Socrates ، هو معلم مدعوم بالذكاء الاصطناعي يعلّم المستخدمين كيفية استخدام برنامج بيغاسيستمز.  يشير إلى الطريقة السقراطية في التعليم، التي تعلم أن الطلاب يجب أن يُسألوا أسئلة بدلًا من تقديم المعلومات لهم، بدلاً من إطعامهم المعلومات. تتفاعل الأداة مع الطلاب، وتطرح عليهم الأسئلة لمعرفة مستوى مهاراتهم ومتطلبات التعلم لديهم من أجل تخصيص عملية التدريس. 

## العملاء والمشاريع
تُوفر شركة بيغاسيستمز خدمات في مجالات عديدة مثل: الخدمات المالية ،   التأمين ، علوم الحياة ، الرعاية الصحية ،  الحكومة، التصنيع،  التكنولوجيا الفائقة ،  الاتصالات والإعلام، الطاقة ، والمرافق .  و تشمل قائمة عملاء بيغاسيستمز كلًا من: ING ،  Lloyds Banking Group ،  BAA ، ولاية مين ، PayPal ، Cisco Systems ، Philips ،  و BNY Mellon ، Verizon ، Aflac ،  Bupa ،  Centrica ،  Coca-Cola،  Commonwealth Bank of Australia،  Ford،  HCA Healthcare،  JP Morgan،  Shawbrook Bank  و Citi . 
بحلول عام 2013، شملت العملاء الآخرون "العديد من شركات فورتشن 500" مثل Lloyds Banking Group وBAA وولاية ماين ، التي كلفت شركة بيغا بإنشاء نظام إدارة العمليات التجارية (BPM) لتقليل التكاليف الإدارية. بحلول يوليو 2014، كانت شركات PayPal وCisco Systems وPhilips تستخدم برنامج Pegasystems لإدارة علاقات العملاء،  وأعلن بنك BNY Mellon أنه سيقوم بدمج Pega في عملياته. 

## الروابط الخارجية
- الموقع الرسمي